# Un paso al abismo
Un paso al abismo é uma telenovela mexicana, produzida pela Televisa e a Colgate-Palmolive, cuja exibição ocorreu em 1958 pelo Telesistema Mexicano.

## Elenco
- Silvia Derbez
- Luis Beristain
- Enrique Del Castillo
- Lorenzo de Rodas
- María Gentil Arcos
- Bárbara Gil
- Queta Lavat
- Mario Requena